# Fußball-Weltmeisterschaft 2010/Gruppe F
| Pl. | Land       | Sp. | S | U | N | Tore    | Diff. | Punkte |
| --- | ---------- | --- | - | - | - | ------- | ----- | ------ |
| 1.  | Paraguay   | 3   | 1 | 2 | 0 | 003:100 | +2    | 05     |
| 2.  | Slowakei   | 3   | 1 | 1 | 1 | 004:500 | −1    | 04     |
| 3.  | Neuseeland | 3   | 0 | 3 | 0 | 002:200 | ±0    | 03     |
| 4.  | Italien    | 3   | 0 | 2 | 1 | 004:500 | −1    | 02     |

Gruppe F der Fußball-Weltmeisterschaft 2010:

## Italien – Paraguay 1:1 (0:1)
| Italien                                                   | Italien | Paraguay | Paraguay | Aufstellung                        |
| --------------------------------------------------------- | --- | --- | -------- | ---------------------------------- |
| Italien                                                   | \| 1. Spieltag \| \| 14. Juni 2010 um 20:30 Uhr in Kapstadt (Kapstadt-Stadion) \| \| Zuschauer: 62.869 \| \| Schiedsrichter: Benito Archundia ( Mexiko) \| \| Spielbericht \| | \| 1. Spieltag \| \| 14. Juni 2010 um 20:30 Uhr in Kapstadt (Kapstadt-Stadion) \| \| Zuschauer: 62.869 \| \| Schiedsrichter: Benito Archundia ( Mexiko) \| \| Spielbericht \| | Paraguay | Aufstellung Italien gegen Paraguay |
| Italien                                                   | Gianluigi Buffon (46. Federico Marchetti) – Gianluca Zambrotta, Fabio Cannavaro , Giorgio Chiellini, Domenico Criscito – Daniele De Rossi, Claudio Marchisio (59. Mauro Camoranesi), Riccardo Montolivo – Simone Pepe, Vincenzo Iaquinta – Alberto Gilardino (72. Antonio Di Natale) Cheftrainer: Marcello Lippi | Justo Villar – Carlos Bonet, Paulo da Silva, Antolín Alcaraz, Claudio Morel – Enrique Vera, Víctor Cáceres, Cristian Riveros, Aureliano Torres (60. Jonathan Santana) – Nelson Valdez (68. Roque Santa Cruz), Lucas Barrios (76. Óscar Cardozo) Cheftrainer: Gerardo Martino ( Argentinien) | Paraguay | Aufstellung Italien gegen Paraguay |
| Italien                                                   | 1:1 De Rossi (63.) | 0:1 Alcaraz (39.) | Paraguay | Aufstellung Italien gegen Paraguay |
| Italien                                                   | Camoranesi | Cáceres | Paraguay | Aufstellung Italien gegen Paraguay |
| Italien                                                   | Spieler des Spiels: Alcaraz (Paraguay) | | Paraguay | Aufstellung Italien gegen Paraguay |
| 1. Spieltag                                               | | |          |                                    |
| 14. Juni 2010 um 20:30 Uhr in Kapstadt (Kapstadt-Stadion) | | |          |                                    |
| Zuschauer: 62.869                                         | | |          |                                    |
| Schiedsrichter: Benito Archundia ( Mexiko)                | | |          |                                    |
| Spielbericht                                              | | |          |                                    |

## Neuseeland – Slowakei 1:1 (0:0)
| Neuseeland                                                        | Neuseeland | Slowakei | Slowakei | Aufstellung                           |
| ----------------------------------------------------------------- | --- | --- | -------- | ------------------------------------- |
| Neuseeland                                                        | \| 1. Spieltag \| \| 15. Juni 2010 um 13:30 Uhr in Rustenburg (Royal-Bafokeng-Stadion) \| \| Zuschauer: 23.871 \| \| Schiedsrichter: Jerome Damon ( Südafrika) \| \| Spielbericht \|                                        | \| 1. Spieltag \| \| 15. Juni 2010 um 13:30 Uhr in Rustenburg (Royal-Bafokeng-Stadion) \| \| Zuschauer: 23.871 \| \| Schiedsrichter: Jerome Damon ( Südafrika) \| \| Spielbericht \|                                                                           | Slowakei | Aufstellung Neuseeland gegen Slowakei |
| Neuseeland                                                        | Mark Paston – Winston Reid, Ryan Nelsen , Ivan Vicelich (78. Jeremy Christie), Tommy Smith – Tony Lochhead, Simon Elliott, Leo Bertos – Shane Smeltz, Chris Killen (72. Chris Wood), Rory Fallon Cheftrainer: Ricki Herbert | Ján Mucha – Marek Čech, Martin Škrtel, Ján Ďurica, Radoslav Zabavník – Zdeno Štrba – Marek Hamšík , Stanislav Šesták (81. Filip Hološko), Vladimír Weiss (90.+1' Juraj Kucka) – Róbert Vittek (84. Miroslav Stoch), Erik Jendrišek Cheftrainer: Vladimír Weiss | Slowakei | Aufstellung Neuseeland gegen Slowakei |
| Neuseeland                                                        | 1:1 Reid (90.+3') | 0:1 Vittek (50.) | Slowakei | Aufstellung Neuseeland gegen Slowakei |
| Neuseeland                                                        | Lochhead, Reid | Štrba | Slowakei | Aufstellung Neuseeland gegen Slowakei |
| Neuseeland                                                        | Spieler des Spiels: Vittek (Slowakei) | | Slowakei | Aufstellung Neuseeland gegen Slowakei |
| 1. Spieltag                                                       | | |          |                                       |
| 15. Juni 2010 um 13:30 Uhr in Rustenburg (Royal-Bafokeng-Stadion) | | |          |                                       |
| Zuschauer: 23.871                                                 | | |          |                                       |
| Schiedsrichter: Jerome Damon ( Südafrika)                         | | |          |                                       |
| Spielbericht                                                      | | |          |                                       |

## Slowakei – Paraguay 0:2 (0:1)
| Slowakei                                                        | Slowakei | Paraguay | Paraguay | Aufstellung                         |
| --------------------------------------------------------------- | --- | --- | -------- | ----------------------------------- |
| Slowakei                                                        | \| 2. Spieltag \| \| 20. Juni 2010 um 13:30 Uhr in Bloemfontein (Free-State-Stadion) \| \| Zuschauer: 26.643 \| \| Schiedsrichter: Eddy Maillet ( Seychellen) \| \| Spielbericht \|                                                 | \| 2. Spieltag \| \| 20. Juni 2010 um 13:30 Uhr in Bloemfontein (Free-State-Stadion) \| \| Zuschauer: 26.643 \| \| Schiedsrichter: Eddy Maillet ( Seychellen) \| \| Spielbericht \| | Paraguay | Aufstellung Slowakei gegen Paraguay |
| Slowakei                                                        | Ján Mucha – Peter Pekarík, Martin Škrtel, Kornel Saláta (83. Miroslav Stoch), Ján Ďurica – Zdeno Štrba, Ján Kozák – Stanislav Šesták (70. Filip Hološko), Marek Hamšík , Vladimír Weiss – Róbert Vittek Cheftrainer: Vladimír Weiss | Justo Villar – Carlos Bonet, Paulo da Silva, Antolín Alcaraz, Claudio Morel – Víctor Cáceres – Enrique Vera (87. Édgar Barreto), Roque Santa Cruz, Cristian Riveros – Nelson Valdez (68. Aureliano Torres), Lucas Barrios (82. Óscar Cardozo) Cheftrainer: Gerardo Martino ( Argentinien) | Paraguay | Aufstellung Slowakei gegen Paraguay |
| Slowakei                                                        | 0:1 Vera (27.) 0:2 Riveros (86.) | | Paraguay | Aufstellung Slowakei gegen Paraguay |
| Slowakei                                                        | Ďurica, Šesták, Weiss | Vera | Paraguay | Aufstellung Slowakei gegen Paraguay |
| Slowakei                                                        | Spieler des Spiels: Vera (Paraguay) | | Paraguay | Aufstellung Slowakei gegen Paraguay |
| 2. Spieltag                                                     | | |          |                                     |
| 20. Juni 2010 um 13:30 Uhr in Bloemfontein (Free-State-Stadion) | | |          |                                     |
| Zuschauer: 26.643                                               | | |          |                                     |
| Schiedsrichter: Eddy Maillet ( Seychellen)                      | | |          |                                     |
| Spielbericht                                                    | | |          |                                     |

## Italien – Neuseeland 1:1 (1:1)
| Italien                                                    | Italien | Neuseeland | Neuseeland | Aufstellung                          |
| ---------------------------------------------------------- | --- | --- | ---------- | ------------------------------------ |
| Italien                                                    | \| 2. Spieltag \| \| 20. Juni 2010 um 16:00 Uhr in Nelspruit (Mbombela-Stadion) \| \| Zuschauer: 38.229 \| \| Schiedsrichter: Carlos Batres ( Guatemala) \| \| Spielbericht \| | \| 2. Spieltag \| \| 20. Juni 2010 um 16:00 Uhr in Nelspruit (Mbombela-Stadion) \| \| Zuschauer: 38.229 \| \| Schiedsrichter: Carlos Batres ( Guatemala) \| \| Spielbericht \|                                                                    | Neuseeland | Aufstellung Italien gegen Neuseeland |
| Italien                                                    | Federico Marchetti – Gianluca Zambrotta, Fabio Cannavaro , Giorgio Chiellini, Domenico Criscito – Daniele De Rossi, Riccardo Montolivo – Simone Pepe (46. Mauro Camoranesi), Claudio Marchisio (61. Giampaolo Pazzini) – Vincenzo Iaquinta – Alberto Gilardino (46. Antonio Di Natale) Cheftrainer: Marcello Lippi | Mark Paston – Winston Reid, Ryan Nelsen , Tommy Smith – Leo Bertos, Ivan Vicelich (81. Jeremy Christie), Simon Elliott, Tony Lochhead – Rory Fallon (63. Chris Wood), Chris Killen (90.+3' Andy Barron) – Shane Smeltz Cheftrainer: Ricki Herbert | Neuseeland | Aufstellung Italien gegen Neuseeland |
| Italien                                                    | 1:1 Iaquinta (29., Foulelfmeter) | 0:1 Smeltz (7.) | Neuseeland | Aufstellung Italien gegen Neuseeland |
| Italien                                                    | Fallon, Smith, Nelsen | | Neuseeland | Aufstellung Italien gegen Neuseeland |
| Italien                                                    | Spieler des Spiels: De Rossi (Italien) | | Neuseeland | Aufstellung Italien gegen Neuseeland |
| 2. Spieltag                                                | | |            |                                      |
| 20. Juni 2010 um 16:00 Uhr in Nelspruit (Mbombela-Stadion) | | |            |                                      |
| Zuschauer: 38.229                                          | | |            |                                      |
| Schiedsrichter: Carlos Batres ( Guatemala)                 | | |            |                                      |
| Spielbericht                                               | | |            |                                      |

## Slowakei – Italien 3:2 (1:0)
| Slowakei                                                        | Slowakei | Italien | Italien | Aufstellung                        |
| --------------------------------------------------------------- | --- | --- | ------- | ---------------------------------- |
| Slowakei                                                        | \| 3. Spieltag \| \| 24. Juni 2010 um 16:00 Uhr in Johannesburg (Ellis-Park-Stadion) \| \| Zuschauer: 53.412 \| \| Schiedsrichter: Howard Webb ( England) \| \| Spielbericht \|                                                          | \| 3. Spieltag \| \| 24. Juni 2010 um 16:00 Uhr in Johannesburg (Ellis-Park-Stadion) \| \| Zuschauer: 53.412 \| \| Schiedsrichter: Howard Webb ( England) \| \| Spielbericht \| | Italien | Aufstellung Slowakei gegen Italien |
| Slowakei                                                        | Ján Mucha – Peter Pekarík, Martin Škrtel, Ján Ďurica, Radoslav Zabavník – Zdeno Štrba (87. Kamil Kopúnek), Juraj Kucka – Miroslav Stoch, Marek Hamšík , Róbert Vittek – Erik Jendrišek (90.+4 Martin Petráš) Cheftrainer: Vladimír Weiss | Federico Marchetti – Gianluca Zambrotta, Fabio Cannavaro , Giorgio Chiellini, Domenico Criscito (46. Christian Maggio) – Daniele De Rossi – Gennaro Gattuso (46. Fabio Quagliarella), Riccardo Montolivo (56. Andrea Pirlo) – Simone Pepe, Antonio Di Natale – Vincenzo Iaquinta Cheftrainer: Marcello Lippi | Italien | Aufstellung Slowakei gegen Italien |
| Slowakei                                                        | 1:0 Vittek (25.) 2:0 Vittek (73.) 3:1 Kopúnek (89.) | 2:1 Di Natale (81.) 3:2 Quagliarella (90.+2') | Italien | Aufstellung Slowakei gegen Italien |
| Slowakei                                                        | Štrba, Vittek, Pekarík, Mucha | Cannavaro, Chiellini, Pepe, Quagliarella | Italien | Aufstellung Slowakei gegen Italien |
| Slowakei                                                        | Spieler des Spiels: Vittek (Slowakei) | | Italien | Aufstellung Slowakei gegen Italien |
| 3. Spieltag                                                     | | |         |                                    |
| 24. Juni 2010 um 16:00 Uhr in Johannesburg (Ellis-Park-Stadion) | | |         |                                    |
| Zuschauer: 53.412                                               | | |         |                                    |
| Schiedsrichter: Howard Webb ( England)                          | | |         |                                    |
| Spielbericht                                                    | | |         |                                    |

## Paraguay – Neuseeland 0:0
| Paraguay                                                       | Paraguay | Neuseeland | Neuseeland | Aufstellung                           |
| -------------------------------------------------------------- | --- | --- | ---------- | ------------------------------------- |
| Paraguay                                                       | \| 3. Spieltag \| \| 24. Juni 2010 um 16:00 Uhr in Polokwane (Peter-Mokaba-Stadion) \| \| Zuschauer: 34.850 \| \| Schiedsrichter: Yūichi Nishimura ( Japan) \| \| Spielbericht \|                                                                                      | \| 3. Spieltag \| \| 24. Juni 2010 um 16:00 Uhr in Polokwane (Peter-Mokaba-Stadion) \| \| Zuschauer: 34.850 \| \| Schiedsrichter: Yūichi Nishimura ( Japan) \| \| Spielbericht \|                                          | Neuseeland | Aufstellung Paraguay gegen Neuseeland |
| Paraguay                                                       | Justo Villar – Denis Caniza , Julio César Cáceres, Paulo da Silva, Claudio Morel – Cristian Riveros, Víctor Cáceres, Enrique Vera – Roque Santa Cruz, Óscar Cardozo (66. Lucas Barrios), Nelson Valdez (66. Edgar Benítez) Cheftrainer: Gerardo Martino ( Argentinien) | Mark Paston – Winston Reid, Ryan Nelsen , Tommy Smith – Leo Bertos, Ivan Vicelich, Simon Elliott, Tony Lochhead – Rory Fallon (69. Chris Wood), Shane Smeltz, Chris Killen (79. Jeremy Brockie) Cheftrainer: Ricki Herbert | Neuseeland | Aufstellung Paraguay gegen Neuseeland |
| Paraguay                                                       | Cáceres, Santa Cruz | Nelsen | Neuseeland | Aufstellung Paraguay gegen Neuseeland |
| Paraguay                                                       | Spieler des Spiels: Santa Cruz (Paraguay) | | Neuseeland | Aufstellung Paraguay gegen Neuseeland |
| 3. Spieltag                                                    | | |            |                                       |
| 24. Juni 2010 um 16:00 Uhr in Polokwane (Peter-Mokaba-Stadion) | | |            |                                       |
| Zuschauer: 34.850                                              | | |            |                                       |
| Schiedsrichter: Yūichi Nishimura ( Japan)                      | | |            |                                       |
| Spielbericht                                                   | | |            |                                       |